# Jan Golba
Jan Golba (ur. 8 marca 1955 w Górkach) – polski prawnik, doktor nauk prawnych. Wielokrotny burmistrz oraz wieloletni samorządowiec. Od 2001 r. prezes zarządu Stowarzyszenia Gmin Uzdrowiskowych RP, przewodniczący Związku Gmin Krynicko-Popradzkich. Znawca w zakresie prawa uzdrowiskowego, finansów samorządu, turystyki, i samorządu, inicjator budowy kolejki gondolowej na Jaworzynę w Krynicy-Zdroju.

## Życiorys
Jest absolwentem Wydziału Prawa i Administracji Uniwersytetu Marii Curie-Skłodowskiej w Lublinie oraz absolwentem Studium Zarządzania Strategicznego dla dyrektorów generalnych. Pracę doktorską obronił na Wydziale Prawa i Administracji Uniwersytetu Śląskiego w Katowicach. Jest autorem ok. 50 publikacji: opracowań i prac naukowych oraz popularnonaukowych z zakresu prawa, ekonomii, turystyki i uzdrowisk.
Jest nazywany „Trójburmistrzem” ze względu na sprawowanie funkcji burmistrza w trzech miastach o specjalizacji uzdrowiskowej: Krynicy (1990–2002), Muszynie (od 2009) oraz Szczawnicy (2006–2009). W każdym z tych miast skupiał się na rozwoju ich głównych zalet, rozwoju turystyki oraz odpowiednim i innowacyjnym dysponowaniem środkami unijnymi.

## Życie prywatne
Żonaty (żona Maria z d. Kałucka). Dwoje dzieci (Justyna i Ewelina).

## Odznaczenia
- 1990 – Srebrny Krzyż Zasługi,
- 1997 – Człowiek Roku „Gazeta Krakowska”,
- 1999 – Oskar samorządowy im. Grzegorza Palki,
- 2004 – Złoty Krzyż Zasługi,
- 2004 – Złoty Herb Miasta Krynicy-Zdroju,
- 2010 – Medal za Zasługi dla Miasta i Gminy Szczawnica im. J. Szalaya,
- 2011 – Krzyż Kawalerski Orderu Odrodzenia Polski,
- 2014 – Tytuł Samorządowca 25-lecia,
- 2015 – Odznaka Honorowa – Za zasługi dla Samorządu Terytorialnego,
- 2015 – Złota Odznaka Honorowa Województwa Małopolskiego – Krzyż Małopolski,
- 2017 – Srebrny Medal za Zasługi dla Pożarnictwa.